# Непристойность (фильм)
«Непристойность» (англ. Indecency) — американский телефильм 1992 года.

## Сюжет
Трое друзей вместе работают в одном рекламном агентстве, пока у одной из них не случается нервный срыв. По своём восстановлении после такого расстройства женщина заводит отношения с мужем своей бывшей нанимательницы, что приведёт к непредсказуемым последствиям.

## В ролях
- Джеймс Ремар — Мик Кларксон
- Самми Дейвис — Ниа Барнетт
- Дженнифер Билз — Элли Шоу
- Барбара Уильямс — Мэри Кларксон